# Resolución 1979 del Consejo de Seguridad de las Naciones Unidas
La resolución 1979 del Consejo de Seguridad de las Naciones Unidas, aprobada por unanimidad el 27 de abril de 2011, decidió prorrogar el mandato de la Misión de Naciones Unidas para el referendo en el Sahara Occidental (MINURSO) durante un año más, hasta el 30 de abril de 2012. El Consejo de Seguridad se reafirmó además en las resoluciones anteriores número 1754 (2007), 1783 (2007), 1813 (2008), 1871 (2009) y 1920 (2010).
La prórroga del mandato de la MINURSO se produjo tres días de que expirase el anterior. Sin embargo, a diferencia del anterior mandato, el Consejo de Seguridad, por recomendación del Secretario General, determinó que la MINURSO ya no se ocuparía de supervisar el respeto por los derechos humanos en el Sahara Occidental, pasando esa materia a ser competencia del Consejo de Derechos Humanos de las Naciones Unidas. Esa decisión de produjo en contra del deseo del Alto Comisionado de las Naciones Unidas para los Derechos Humanos, el cual sí consideraba idónea a la MINURSO como guardiana y supervisora del respeto por los Derechos Humanos en ese territorio.